# Bonner County
Bonner County är ett administrativt område i delstaten Idaho, USA, med 40 877 invånare (2010). Den administrativa huvudorten (county seat) är Sandpoint. 

## Geografi
Enligt United States Census Bureau har countyt en total area på 4 972 km². 4 501 km² av den arean är land och 471 km² är vatten.

### Angränsande countyn
- Boundary County, Idaho - nord
- Lincoln County, Montana - öst
- Sanders County, Montana - sydöst
- Shoshone County, Idaho - sydöst
- Kootenai County, Idaho - syd
- Spokane County, Washington - sydväst
- Pend Oreille County, Washington - nordväst